# Tholeropsis africana
Tholeropsis africana là một loài bướm đêm trong họ Noctuidae.